# De tolv metallfigurerna
De tolv metallfigurerna (kinesiska: 十二金人, pinyin: shi'er jinren), ibland bara refererade till som metallfigurerna (金人, jinren) var tolv gigantiska metallstatyer gjutna av den förste kejsaren av Qin efter att ha krossat de rivaliserande kinesiska staterna 221 f.Kr. Statyerna gjordes genom att de besegrade staternas vapen smältes ned. Statyerna ställdes upp i kejsarens palats, Epang, i Xianyang, strax utanför dagens Xi'an i Shaanxiprovinsen, Kina. Sima Qian skriver i Shiji att statyerna vägde 1 000 dan var.
I slutet av östra Handynastin, år 190, lät Dong Zhuo smälta ned nio av statyerna för att göra mynt av.